# Желча (деревня)

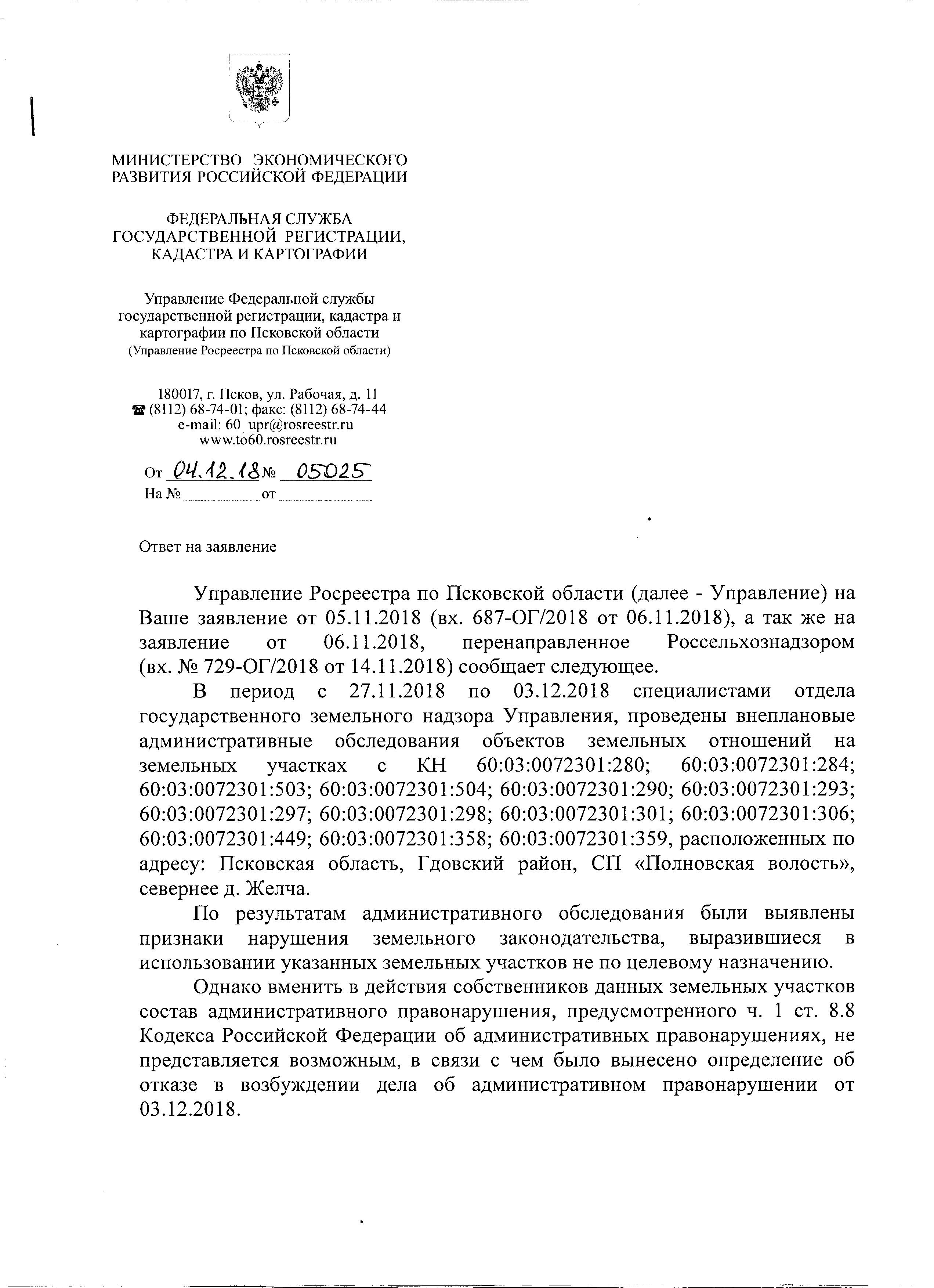
желча

Желча — деревня в Гдовском районе Псковской области России. Входит в состав Полновской волости Гдовского района.
Расположена в 2 км к северо-востоку от волостного центра села Ямм, на противороложном от него правом прибрежье реки Желчи, на берегу озера Пушно
В настоящее время в деревне происходит застройка земель сельскохозяйственного назначения.

## Население
Численность населения деревни на 2000 год составляла 16 человек, на 2002 год — 19 человек.